# Décembre 1939 (guerre mondiale)
Chronologie de la Seconde Guerre mondiale
Novembre 1939 - Décembre 1939 -  Janvier 1940
- 3 décembre : 
  - Les premiers pilotes polonais arrivent au Royaume-Uni.

- 4 décembre : 
  - Les Polonais créent l’Union de la lutte armée ZWZ qui remplace le Service pour la victoire de la Pologne SZP et qui est confiée au général Kazimierz Sosnkowski.

- 5 décembre : 
  - La France et le Royaume-Uni signent un accord de coopération économique.

- 7 décembre : 
  - L'Italie déclare à nouveau sa neutralité.

- 9 décembre : 
  - Blocus des côtes finlandaises par la marine soviétique.

- 12 décembre :
  - Envoi de matériels militaires par la France et le Royaume-Uni à destination de la Finlande.

- 13 décembre : 
  - Bataille de Rio de la Plata entre le cuirassé de poche allemand Admiral Graf von Spee et trois navires alliés.

- 14 décembre : 
  - La Russie est exclue de la Société des Nations à la suite de son attaque de la Finlande.

- 18 décembre : 
  - Les premières troupes canadiennes arrivent en Europe.
  - Bataille de la baie de Heligoland

- 19 décembre : 
  - Le cuirassé de poche allemand Admiral Graf von Spee se réfugie dans le port de Montevideo (Uruguay) où il se saborde.

- 22 décembre : 
  - Échec de l'attaque soviétique en Finlande.